# Champlainmeer
Das Champlainmeer war ein Meeresarm des Atlantischen Ozeans, der am Ende der letzten Kaltzeit (in Nordamerika Wisconsin glaciation genannt) durch zurückweichende Gletscher gebildet wurde. Es bedeckte Teile der kanadischen Provinzen Ontario und Québec sowie Teile der US-Bundesstaaten New York und Vermont.
Die Eismassen des kontinentalen Eisschilds hatten über Jahrtausende hinweg den darunter liegenden Fels niedergedrückt. Beim Abschmelzen der Gletscher lagen die Täler des Sankt-Lorenz-Stroms, des Ottawa und des Rivière Richelieu noch unter dem Meeresspiegel. Sie wurden vom Atlantik überflutet, als das Eis kein Hindernis mehr darstellte. Das Champlainmeer existierte vor rund 13.000 bis 10.000 Jahren. Während dieser Zeit verkleinerte es sich fortlaufend, da die einsetzende postglaziale Landhebung das Grundgestein allmählich wieder anhob. Zum Zeitpunkt seiner größten Ausdehnung reichte das Champlainmeer bis zum Lake Champlain und bis in die Gegend westlich von Ottawa. Begrenzt wurde es von den Laurentinischen Bergen im Norden, den Appalachen im Südosten, den Adirondack Mountains im Süden und den Opeongo Hills im Südwesten.
Nachgewiesen werden kann die Existenz des Champlainmeeres in Form von Wal-Fossilien (Weißwale, Finnwale, Grönlandwale) und Schalenweichtieren, die in der Nähe der Städte Ottawa und Montreal gefunden wurden.